# Guido Grabow
Guido Grabow, född den 7 oktober 1959 i Opladen i Tyskland, är en västtysk roddare.
Han tog OS-brons i fyra utan styrman i samband med de olympiska roddtävlingarna 1988 i Seoul.